# راز ما
رازِ ما (انگلیسی: The Secret of Us) دومین آلبوم استودیویی از خواننده و ترانه‌پرداز آمریکایی گریسی آبرامز است که در ۲۱ ژوئن ۲۰۲۴ توسط اینترسکوپ رکوردز منتشر شد. تهیه‌کنندگی این آلبوم را خود آبرامز به‌همراه موسیقیدان آمریکایی آرون دسنر بر عهده داشته که پیش‌تر در آلبوم نخستش با عنوان رهایی خوب (۲۰۲۳) نیز با او همکاری کرده بود. بیشتر ترانه‌های این آلبوم را آبرامز با همکاری دسنر یا آدری هابرت نوشته است. از نظر سبک موسیقایی، راز ما اثری در سبک پاپ است که عناصری از کانتری پاپ، ایندی پاپ و موسیقی فولک را نیز دربردارد.

## تاریخچه انتشار
| منطقه | تاریخ         | فرمت(ها)                              | نسخه          | ناشر           | منابع |
| ----- | ------------- | ------------------------------------- | ------------- | -------------- | ----- |
| مختلف | ۲۱ ژوئن ۲۰۲۴  | سی‌دی دانلود دیجیتال استریم وینیل ال‌پی | Standard      | اینترسکوپ      | [ ۱ ] |
| مختلف | ۱۸ اکتبر ۲۰۲۴ | سی‌دی دانلود دیجیتال استریم وینیل ال‌پی | دی‌لاکس        | اینترسکوپ      | [ ۲ ] |
| ژاپن  | ۱۴ مارس ۲۰۲۵  | سی‌دی                                  | دی‌لاکس (ژاپن) | یونیورسال ژاپن | [ ۳ ] |